# Société interculturelle
 (décembre 2011).
Vous pouvez aider à l'améliorer ou bien discuter des problèmes sur sa page de discussion.
- Certaines informations devraient être mieux reliées aux sources mentionnées dans la bibliographie ou les liens externes. Améliorez sa vérifiabilité en les associant par des références. (Marqué depuis décembre 2011)
- Il doit être recyclé. La réorganisation et la clarification du contenu sont nécessaires. (Marqué depuis décembre 2011)

La société interculturelle est un ensemble de populations de cultures diverses qui ont en commun le respect mutuel et mettent en avant la volonté de vivre ensemble avec les différences.
La dynamique sociale ainsi créée se distingue des deux modèles qui aujourd’hui dominent le paysage culturel : le multiculturalisme, dans lequel les contraintes découlant du vivre-ensemble sont réduites au minimum, représenté surtout dans les pays de tradition anglo-saxonne, et l’assimilation culturelle qui conduit à l’alignement des cultures minoritaires sur la plus forte en faisant disparaître les différences, représenté par la France.

## Secteurs d'activités touchés par la société interculturelle
Cette forme d’interaction se développe dans tous les secteurs d’activités et toutes les sciences sociales, relevant de domaines théoriques aussi multiples.
Sont concernés particulièrement :
- l’anthropologie (études des changements culturels et de leur impact sur les populations) ;
- la sociologie (études des relations culturelles entre composantes de la société ; rapports entre majorité et minorités…) ;
- la psychologie (études de effets des changements culturels sur la psyché) ;
- le Droit (statut des étrangers, des minorités, diaspora, conventions internationales);
- la Psychopédagogie et les sciences de l’éducation (étude des incidences de la différence culturelle sur les processus d’apprentissage ; adaptations du système scolaire et des formations) ;
- les sciences de la communication (étude des processus de communication et des problèmes posés par les différences culturelles) ;
- la philosophie (élaboration et critique de concepts : culture, identité, communauté, altérité, intérité[1] ;
- les sciences politiques (étude des formes de gestion étatique de populations culturellement hétérogènes ; l’intégration de minorités culturelles ; la résolution des conflits) ;
- la linguistique (étude des changements linguistiques découlant du mélange des populations ; élaboration d’une méthodologie pour l’apprentissage des langues ; études des possibilités et des effets de la traduction ; effets du bilinguisme) ;
- les sciences du management (étude des différentes formes de management et de négociation ; incidences culturelles pour les entreprises multinationales ; problèmes liés à l’expatriation ; le marketing) ;
- l’histoire (étude de la formation des entités culturelles pour expliquer l’état des relations intercommunautaires et intracommunautaires actuelles) ;
- l’esthétique (étude des emprunts et bricolages culturels comme source de création de cultures) ;
- la science des religions (étude de syncrétismes et oppositions entre systèmes religieux).

## Historique. Acteurs et auteurs
Les relations entre populations de cultures différentes ont toujours existé, avec leur cortège d’incompréhensions, de conflits, de mélanges et d’enrichissements. Mais c’est seulement depuis quelques décennies, à la faveur de la multiplication des échanges commerciaux, diplomatiques et démographiques, que ce phénomène de l’interculturalité est devenu un objet d’étude.
Avec Jacques Demorgon, on peut faire la distinction entre le fait des échanges entre populations que nous appelons l'interculturalité et la gestion de cette interculturalité pour en tirer des bénéfices au lieu d’en consacrer le statut de source de conflits, que l’on peut appeler l'interculturel. Pris sous cet angle politique (dans le sens large du mot) l’interculturel volontaire se présente alors comme une dynamique, un horizon, une perspective, une ressource. La société interculturelle est caractérisée par la place importante accordée à l’interculturel volontaire.
Historiquement, l’interculturel est né de l’insatisfaction ressentie devant les réflexes individuels et collectifs les plus habituels devant la différence des cultures. Le pionnier en la matière est Edward T. Hall qui était insatisfait des comportements culturels des diplomates et commerciaux des États-Unis lorsqu’ils se trouvaient à l’étranger. Avant lui, des anthropologues avaient commencé à mettre en question les rapports entre les populations de cultures différentes dans une perspective de décolonisation et d’émancipation, analysant les processus des changements culturels consécutifs aux « chocs des cultures ».
Depuis une trentaine d’années[évasif], dans la sphère francophone, plusieurs universitaires et praticiens ont publié des ouvrages théoriques avec un impact pratique, par exemple Carmel Camilleri (psychologie), Jacques Demorgon (philosophie et sociologie), François Jullien (philosophie) et des ouvrages pratiques avec une réflexion théorique pertinente, par exemple en psycho-pédagogie Martine Abdallah-Pretceille et Claude Clanet, en psychologie Geneviève Vinsonneau et Rose-Marie Moro, pour le travail social Margalit Cohen-Emerique, Gilles Verbunt, Emmanuel Jovelin ; pour les problèmes de communication, Michel Sauquet, Gilles Verbunt ; pour le management Philippe Pierre, Marc Bosche, Fons Trompenaars et Geert Hofstede. L’ensemble de ces recherches et pratiques s’enracine dans l’insatisfaction des acteurs sociaux devant des pratiques professionnelles (d’enseignants, de travailleurs sociaux, de formateurs, de psychothérapeutes, de managers, de cadres expatriés…)  dans la prise en charge professionnelle de publics de cultures importées ou d’expatriés.
Pour promouvoir la société interculturelle, des chercheurs et des praticiens travaillent ensemble dans des institutions, telles que l’ARIC (Association internationale pour la recherche interculturelle), l’IRFAM (Institut de recherche, formation et action sur les migrations), le SIETAR (Society for intercultural education training and research), société née aux États-Unis, la Fondation Charles Léopold Mayer pour le progrès de l’homme, et l’OFAJ (Office franco-allemand de la jeunesse dont les études dépassent le bi-culturalisme...).
Des institutions ont commencé à en faire une matière à enseigner : écoles de commerce, universités (parmi d’autres) de Montréal et Sherbrooke au Québec, de Padoue, de Liège et de Beyrouth… Depuis les années soixante-dix, des institutions internationales comme l’UNESCO, l’Union européenne ou le Conseil de l’Europe, ont publié de nombreux rapports, principalement sur la question éducative.
L’émergence de la société interculturelle a été favorisée par la problématique de l’intégration d’immigrés et de leurs descendants dans les sociétés européennes. La tradition française de l’assimilation ne répond plus aux objectifs de l’intégration, dans des pays voisins de la France (Grande-Bretagne, Pays-Bas…) la politique du multiculturalisme est elle aussi un échec.
Des citoyens et des ONG se sont donc tournés vers l'interculturel pour inspirer une autre politique d’intégration. Jacques Demorgon affirme : « Il est moins intéressant de les opposer (différancialisme anglo-saxon et universalisme français) que de les référer ensemble à un devenir interculturel inventif qui se met peu à peu en place et qui reste une lourde tâche pour demain. »
L’émergence tardive du courant interculturel s’explique par la lente maturation des idées concernant l’évolution des cultures et des identités, opérée dans le sillage de la décolonisation et initiée par des anthropologues français (Roger Bastide, Georges Balandier) et américains (Ruth Benedict, Melville Herskovits), et par l’insistance sur les rapports communautaires dans les mégapoles américaines (Écoles de Chicago). La multiplicité et la variété des angles d’attaque des recherches ont conduit à la multiplication du vocabulaire et à la nécessité d’une définition qui dégage le caractère spécifique de la société interculturelle.

## Approches pionnières de l’interculturel
Au cours de l’élaboration de l’idée de société interculturelle, plusieurs notions sont apparues dont il n’est pas inutile de citer l’existence pour éviter les confusions. La plupart de ces notions sont, en effet, apparues dans des contextes historiques particuliers.

### Acculturation, culturalisme et interculturel
La notion d’acculturation a été définie aux États-Unis en 1936 dans un mémorandum signé par les anthropologues les plus reconnus de l’époque : « L’acculturation est l’ensemble des phénomènes qui résultent d’un contact continu et direct entre des groupes d’individus de cultures différentes et qui entraînent des changements dans les modèles (patterns) culturels initiaux de l’un ou des deux groupes ».
Par rapport à cette définition l’interculturel insiste sur le caractère hétérogène et instable de chaque culture, existant même avant le contact avec d’autres cultures. « La notion d’acculturation… est trompeuse en ce qu’elle suppose au départ deux ensembles purs et homogènes. ».
Les mêmes auteurs affirment aussi que la notion « d’hybridité… ne résout rien, bien au contraire, avec sa connotation biologique ».
Dans le courant appelé culturalisme, on persiste à croire que, à la façon des monolithes, les cultures sont homogènes et immuables. Le culturalisme a également tendance à attribuer les dysfonctionnements de la société au malaise culturel, plutôt qu’à des causalités économiques ou politiques. La société interculturelle ne nie pas que la différence culturelle puisse être une source de conflit, mais refuse le rôle d’alibi qu’on lui fait jouer pour oublier les conflits politiques ou autres.

### Bricolage culturel et interculturel
Claude Lévi-Strauss est réputé être à l’origine du terme repris par Gilles Deleuze, Félix Guattari et Jacques Derrida. Le terme exprime la pratique, fréquente chez les personnes ou les groupes ayant été dépaysés culturellement, d’emprunter à leur culture dite d’origine et à la culture du nouvel environnement, des éléments hétérogènes pour bricoler une nouvelle entité culturelle.
Le procédé est fréquent en linguistique. Par exemple, des migrants peuvent fabriquer un langage dans lequel on retrouve à la fois des réminiscences de leur ancienne culture et des notions adoptées de l’environnement social dominant. Le syncrétisme est une forme de bricolage qui emprunte des éléments à plusieurs religions.
Il s’agit là d’une forme d’interculturel spontané, résultant moins d’un échange conscient, que de la nécessité d’une adaptation rapide à un nouvel environnement. L’interculturel reconnaît le bricolage culturel comme un authentique procédé de survie, tout en souhaitant ne pas en
rester à ce niveau.

### Créolisation et interculturel
D’abord réservé au domaine linguistique, le terme de créolisation s’applique désormais aux cultures issues des rencontres entre populations européennes colonisatrices et populations africaines colonisées. Ces cultures sont variées selon les origines diverses des colonisateurs et des colonisés. Les esclaves noirs se seraient maladroitement appropriés la culture et la langue du blanc, jugée supérieure. Des poètes et des intellectuels (Léopold Senghor, Aimé Césaire, Édouard Glissant…) ont, dans un premier temps milité pour la reconnaissance d’une réelle « culture noire » : la négritude. En reconnaissant la variété de ses origines, chez Glissant, la négritude s’est transformée en reconnaissance de la créolité, (l’antillanité) laquelle est la source de cultures originales.
L’interculturel voit dans la créolisation un processus qui n’a pas seulement eu lieu dans les Caraïbes et l’océan Indien depuis quatre siècles, mais qui a toujours existé partout dans le monde. L’étude de la créolisation est intéressant pour découvrir comment des cultures ont pu voir le jour, et, selon toute vraisemblance, sont encore en train
de naître sous nos yeux.

## Spécificité de l’interculturel
L’apparition récente de la société interculturelle comme alternative aux modèles classiques issus de l’époque de la colonisation (multiculturalisme dans la sphère anglo-saxonne et monoculturalisme assimilationniste dans la mouvance française) ne lui permet pas (encore ?) d’acquérir une légitimité politique à l’instar de ces deux modèles. Quoique le besoin d’une alternative se fasse sentir après ce que les pouvoirs publics eux-mêmes ont admis comme un échec du multiculturalisme chez les uns et un échec de la politique d’intégration chez les autres, il n’existe pas encore de société interculturelle. Pourtant, « Dans le cadre de la mondialisation culturelle, il serait utile de tenter d’échapper à cette crispation (sur les deux modèles), à ce repli sur un modèle historique et à cette alternative obsolète, et de trouver une voie à la fois pragmatique, historique et idéaliste, cette voie que nous appelons l’interculturel ».
Ce sont les expériences locales (par exemple, à  l’île de La Réunion et dans les Caraïbes) et sectorielles (par exemple, le management d’entreprises internationales, la pédagogie à appliquer dans des écoles culturellement hétérogènes…) qui sont pour le moment les principaux terrains de recherche.
Il importe donc de dégager la spécificité de la société interculturelle
- dans ses conceptions de la culture et des identités (a),
- dans l’attitude par rapport à l’hétérogénéité et le métissage (b),
- dans l’importance accordée à la relation (c)
- dans l’exigence de la réciprocité (d).

### Conception dynamique de la culture et de l’identité
Le multiculturalisme et le monoculturalisme s’appuient sur une conception statique, essencialiste de la culture et de l’identité.
L’interculturel leur reconnaît seulement une relative stabilité et insiste sur leur caractère dynamique de processus.
« On ne doit pas identifier la culture à ses seuls produits. Elle est encore plus essentiellement une activité productrice ».
En 1982, l’UNESCO (déclaration de Mexico sur les politiques culturelles) a encore défini la culture sans prendre en compte cette dynamique : « La culture, dans son sens le plus large, est considérée comme l'ensemble des traits distinctifs, spirituels et matériels, intellectuels et affectifs, qui caractérisent une société ou un groupe social. Elle englobe, outre les arts et les lettres, les modes de vie, les droits fondamentaux de l'être humain, les systèmes de valeurs, les traditions et les croyances. » L’UNESCO complètera sans doute cette définition lorsque les adaptations souhaitées se seront suffisamment généralisées.
La redéfinition des notions de culture et d’identité dans le cadre interculturel, en opposition avec les discours encore majoritaires dans les médias, les milieux politiques et l’opinion publique, a comme conséquence une autre façon d’envisager les questions du métissage et de l’hétérogénéité des cultures.

### Normalité de l’hétérogénéité et du métissage
Le métissage (14) culturel est une expression métaphorique, empruntée à la biologie. En biologie, c’est le résultat d’une relation fusionnelle entre personnes ou populations d’origines culturelles ou ethniques différentes. Cependant, contrairement aux déterminations biologiques, l’interculturel insiste sur l’autonomie des individus (qui ne disparaît pas dans la fusion) et sur l’intervention de la liberté individuelle ou collective contre tout déterminisme.
Le métissage, dans tous les sens du mot, est considéré dans la perspective interculturelle comme un phénomène à l’origine de la diversité humaine et culturelle, et n’est en rien un phénomène anormal, une source de dégénérescence, portant atteinte à la pureté des communautés humaines, ainsi qu’aux réflexes de catégorisation en races et cultures. Au contraire, comme en biologie humaine, elle évite la dégénérescence des cultures et est à la base de toute civilisation :
« La fermeture et la revendication homogène sonnent a contrario le glas du devenir consubstantiel à la notion de civilisation… ».
La réticence ressentie par certains devant le métissage ne se rapporte pas au métissage lui-même mais au regard porté sur lui par les sociétés.
Le multiculturalisme et le monoculturalisme traitent les cultures comme des entités homogènes, ignorant le caractère métissé de toute culture et leur caractère hétérogène (les cultures sont traversées par des contradictions et des oppositions). La définition traditionnelle est encouragée par ceux qui ont besoin de renforcer les fondements et les frontières des nations et des communautés. La société interculturelle ne sépare pas les entités culturelles les unes des autres, et encore moins ni les dévalorise, ni les hiérarchise, mais les approcher les unes des autres en vue d’une communication efficace et d’un meilleur vivre-ensemble.
Le métissage doit donc être considéré comme un phénomène tout à fait normal. Si l’on considère que, pour la gestion de la vie quotidienne, mieux vaut avoir à sa disposition deux ressources culturelles au lieu d’une, on peut même parler d’enrichissement.

### Importance de la relation
Le multiculturalisme et le monoculturalisme insistent sur la préservation ou l’expansion des cultures, alors que l’interculturel pense en termes de personnes et de populations culturellement différentes. Ces personnes et populations constituent leurs identités en interaction avec l’autre. Il n’y a pas d’identité sans altérité, mais il y a une troisième composante qui entre en jeu :  l’intérité. Le mot est dérivé du préfixe inter  qui signifie, comme un trait d’union, à la fois un rapprochement et une séparation, mais dans la perspective interculturelle il a la valeur d’une substance au même titre que les composantes qu’il unit.
Comme l’accent est mis sur l’activité relationnelle des personnes et des populations, l’interculturel en tant qu’interaction volontaire, fait appel à une certaine implication des citoyens : il ne s’agit pas d’abord de renforcer une nation ou une communauté, mais de favoriser la communication, la négociation et le vivre-ensemble au-delà des frontières existantes.
Dans la société interculturelle les communautés ethniques, culturelles, religieuses jouent un rôle important, car elles permettent d’éviter la dissolution des cultures dans le magma incolore, sans saveur de l’uniformité. Toutefois, on refuse d’en faire les acteurs sociaux principaux, comme c’est le cas dans le communautarisme. Tout en les reconnaissant comme des acteurs indispensables, la société interculturelle ne tolère pas les communautés repliées sur elles-mêmes, ce en quoi elle se distingue du multiculturalisme radical.
Les communautés et leurs membres sont sommées d’adopter la même perspective interculturelle que l’ensemble de la société sous peine d’en être exclues. « Tout homme, toute femme a le droit d’appartenir à une communauté.… Il leur faut subordonner la communauté naturelle, celle de la lignée, à une communauté culturelle, consciente et construite, de la même façon qu’ils subordonnent le droit du sang au droit du sol, sans nier le premier ».

### Réciprocité
Le préfixe inter renvoie à l’existence d’une réciprocité, phénomène évité par le multiculturalisme et phénomène passager (le temps d’une acculturation) dans le monoculturalisme.
Alors que le multiculturalisme est un chacun-chez-soi culturel et que le monoculturalisme est un mouvement en sens unique, la société interculturelle favorise la réciprocité. La réciprocité idéale n’existe qu’entre cultures œuvrant dans une relative égalité du rapport de forces. Des institutions étatiques et internationales (surtout l’UNESCO) et des ONG peuvent intervenir pour s’approcher d’une réciprocité plus équitable.
L’interculturel n’ignore pas la dimension conflictuelle qui est réelle dans les contacts culturels, mais comme l’accent est mis sur la participation de personnes et de populations, et non sur l’irréductibilité d’une culture à l’autre, les oppositions culturelles peuvent être réduites sous certaines conditions par la communication et la négociation. La première condition est la reconnaissance de l’autre dans un rapport d’(une certaine) égalité, au moins dans l’absence de volonté hégémonique. La deuxième condition est l’acquiescement au droit à l’existence de l’autre et à l’absence d’une volonté de réduction à soi dans un processus de fusion favorable au plus fort. La réussite de l'intégration culturelle des immigrés nécessite des efforts à la fois de la société d'accueil et de l'immigré.
Il serait inapproprié de penser que l’interculturel puisse résoudre tous
les conflits. Ceux-ci ont souvent des causes multiples.
Cependant, l’interculturel permet de dénier l’attribution du conflit à l’existence de différences culturelles pour dégager la possibilité d’en démasquer les vraies causes.
Il n’est peut-être pas souhaitable de construire un modèle théorique de société interculturelle, à la façon d’une utopie. Il est par contre tout à fait envisageable de poser la société interculturelle comme un horizon qui peut ouvrir aussi bien la société multiculturelle que la société assimilatrice à bénéficier du potentiel enrichissant de la diversité culturelle.